# Sbarramento Rasun-Valdaora
Lo sbarramento di Rasun-Valdaora (in tedesco Sperre Rasen-Olang) è uno degli sbarramenti del XV settore di copertura Pusteria, che si erge nelle vicinanze di Valdaora, in Alta val Pusteria. Questo sbarramento è uno dei diversi sbarramenti che vanno a comporre il vallo alpino in Alto Adige.
La val Pusteria forma attorno al centro di Valdaora di Mezzo (Mitterolang) un'ampia conca, e allo stesso tempo rappresenta un nodo tra vie di comunicazione, quali la valle di Anterselva e la val Pusteria che provengono entrambe, e da direzioni differenti, dal confine. Da qui la strada porta verso Brunico, il più grande centro della vallata, e successivamente a Bressanone cioè fino alla valle Isarco.
Data quindi l'importanza della zona, fu costruito qui uno sbarramento, a forma di semicerchio, formato prevalentemente da opere di tipo 15000.

## Storia
Lo sbarramento difensivo venne ideato nel 1940, con il compito di difendere sul II sistema difensivo la direttrice della Val Pusteria; inizialmente questo importante compito era dato al piccolo sbarramento di Perca.
Lo sbarramento Rasun-Anterselva è sito tra la Rienza e il suo affluente rio Anterselva, e comprensiva di 20 opere difensive, tra cui 6 scavate nella roccia. Tutte le opere seguivano i dettami della nuova circolare 15000, ovvero erano resistenti ai grandi calibri ed erano suddivise ulteriormente in quattro sottogruppi, ognuno dei quali doveva comunque aiutare le altre opere in diversi ambiti, tra cui:
- controllare l'accesso alla valle di Anterselva;
- non permettere l'aggiramento a nord, nella zona di monte Piovoso (Redensberg);
- impedire il movimento di truppe lungo la strada statale 49 della Pusteria;
- bloccare il possibile movimento di ipotetici nemici nella conca di Valdaora.

Dato che la conformità del terreno nella conca di Valdaora non permetteva lo scavo di opere in caverna, la maggior parte delle opere è stata costruita in calcestruzzo; le uniche eccezioni furono:
- il ricovero attivo 3bis;
- l'opera 1 che apparteneva al sottogruppo di Castelnuovo Rasun (Ruine Neu-Rasen), localizzato alla base dell'omonimo castello.

Tra le 20 opere progettate, inizialmente solo due erano designate come opere d'artiglieria:
- opera 6: con un armamento previsto di tre cannoni da 75/27, che puntavano verso la conca di Valdaora;
- opera 11: con un armamento previsto di due cannoni da 75/27, posizionati su di un affusto di tipo "Tre Croci", per controllare la zona compresa tra il paese di Valdaora e Rasun di Sotto (Niederrasen).

Tutte e due queste opere d'artiglieria avevano un proprio osservatorio sito in torretta metallica. Solamente più avanti, l'opera 13 fu trasformata come opera d'artiglieria, armata anch'essa da 2 cannoni, e con il proprio osservatorio attivo, dove però la torretta non fu mai installata (in realtà la torretta è stata posizionata durante la fase del reimpiego ed è custodita da un'apposita casetta metallica).
In una fase successiva, e precisamente nel giugno dell'anno seguente, si progettò di aumentare le difese anticarro dello sbarramento. Venne quindi prevista la costruzione di un campo minato tra la strada statale e la base del monte Luta (Lutterkopf), un tratto facilmente transitabile da mezzi corazzati ma anche dagli automezzi. Qui si voleva insabbiare la possibilità di aggirare l'interruzione posta al ponte sulla statale, al chilometro 43.

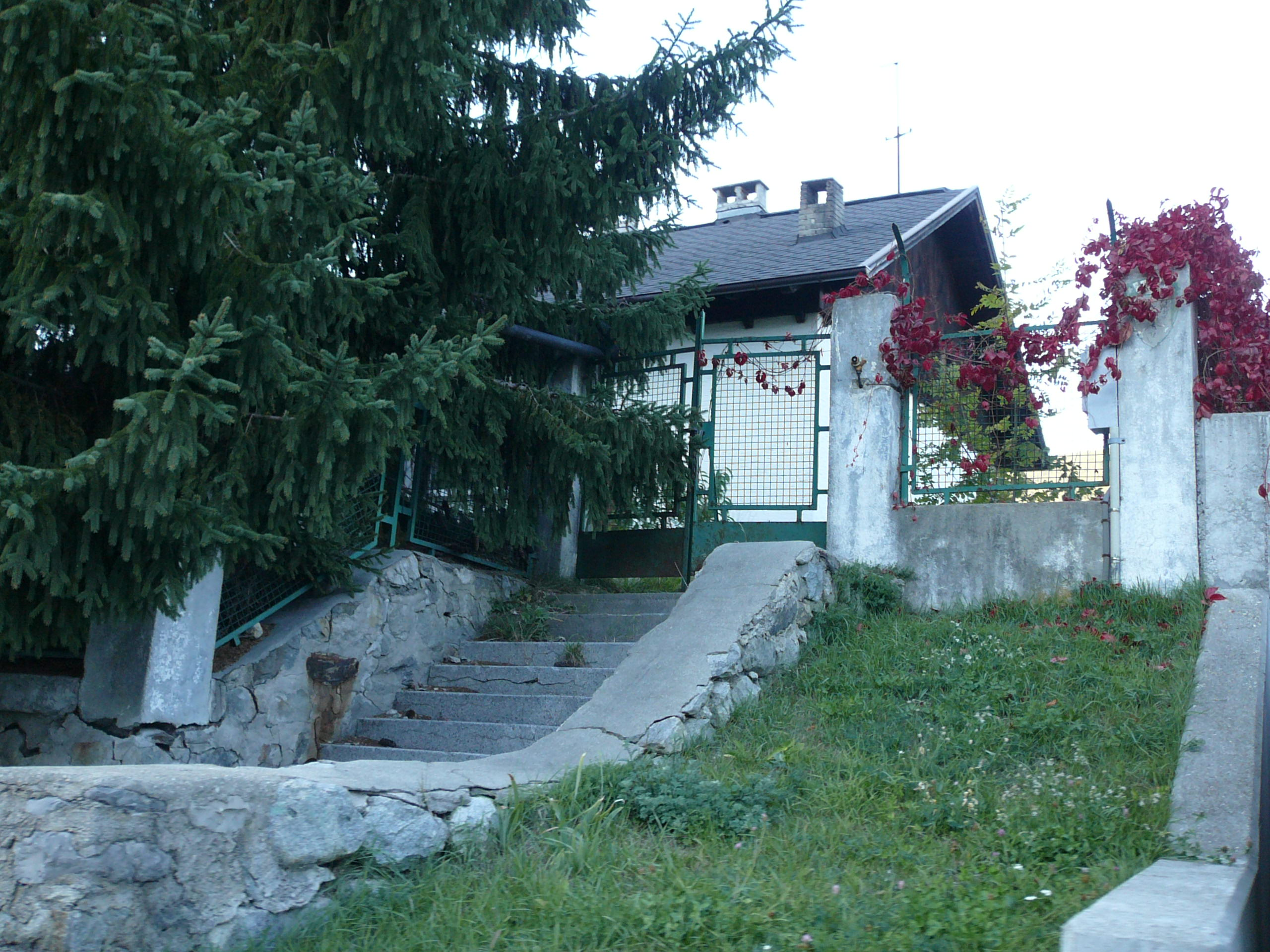
La casermetta per gli Alpini d'arresto

Quando nell'ottobre 1942 furono sospesi i lavori di costruzione, sulle 20 opere inizialmente progettate, solamente 14 costruite in calcestruzzo erano ultimate e solamente un'opera fu completata come "opera tipo", l'opera 11, e una scavata nella roccia, l'opera 3bis. Già nel 1941 i lavori per le restanti opere (1, 2, 5, 13bis e 16) e per il fossato anticarro furono sospesi, e quindi rimasero sulla carta, o appena accennati i lavori di scavo.
Parte delle opere situate nella conca di Valdaora (10 opere) sono state reimpiegate, con prevalente azione anticarro, nel sistema fortificato realizzato nel dopoguerra. Nell'opera 7, per potenziare tale azione, venne installata sulla sommità di un malloppo una torretta di carro M4 Sherman, con settore di tiro a 360°, armata con cannone da 76/55.
Durante la riattivazione in ambito NATO, allo sbarramento è stato dato il nome in codice "Priamo". Lo sbarramento aveva assegnati: 15 ufficiali, 24 sottufficiali e 334 soldati di truppa, per un totale di 373 uomini. Era difeso dal battaglione Alpini d'arresto "Val Brenta" che alloggiavano presso la loro casermetta presso Valdaora di Sotto.

## Fossato anticarro
Per la difesa anticarro, il progetto prevedeva la costruzione di 5 interruzioni posti sui ponti della strada statale, della linea ferroviaria e delle rotabili secondarie. A tali interruzioni dovevano essere aggiunti alcuni spezzoni di profilato.
Era anche prevista la costruzione di un fossato anticarro, collocato tra l'opera 13 ed il rio Brunst (Brunstbach), in modo tale da fermare possibili mezzi corazzati che pensavano di passare a sinistra del fiume Rienza.

## Tabella delle opere dello sbarramento
|            | Tipo        | Fuc. MTR | MTR | Cann A.C. | Cannoni 75/27 | Osserv. |
| ---------- | ----------- | -------- | --- | --------- | ------------- | ------- |
| Opera 1    | Media CV    | -        | 4   | -         | -             | -       |
| Opera 2    | Piccola CV  | 1        | 2   | -         | -             | -       |
| Opera 3    | Media CLS   | -        | 4   | -         | -             | 1/t     |
| Opera 3bis | Ricovero CV | 2        | -   | -         | -             | -       |
| Opera 4    | Media CV    | -        | 4   | -         | -             | -       |
| Opera 5    | Media CLS   | -        | 3   | -         | -             | -       |
| Opera 6    | Grande CLS  | -        | 2   | -         | 3             | 1/t     |
| Opera 7    | Grande CLS  | -        | 4   | 2         | -             | -       |
| Opera 8    | Grande CLS  | -        | 5   | -         | -             | -       |
| Opera 9    | Grande CLS  | -        | 9   | 1         | -             | 1/t     |
| Opera 10   | Media CLS   | -        | 3   | -         | -             | -       |
| Opera 11   | Media CLS   | -        | 2   | -         | 2             | 1/t     |
| Opera 12   | Media CLS   | -        | 3   | -         | -             | -       |
| Opera 13   | Grande CLS  | -        | 4   | 1         | 2             | 1/t     |
| Opera 14   | Media CLS   | -        | 3   | -         | -             | -       |
| Opera 15   | Media CLS   | -        | 3   | -         | -             | -       |
| Opera 16   | Media CLS   | -        | 4   | -         | -             | -       |
| Opera 17   | Media CLS   | -        | 4   | -         | -             | -       |
| Opera 18   | Media CLS   | -        | 3   | -         | -             | -       |
| Totale     | 19          | 3        | 66  | 4         | 7             | 5       |

L'opera 16 era posto a comando sbarramento. Le opere 3, 9 e 11 erano opere "Capo Gruppo". L'opera 3bis era un Presidio N.a.s. (Nuclei armi supplementari).

## Descrizione delle opere dello sbarramento

### Opera 6
- Come raggiungere l'opera

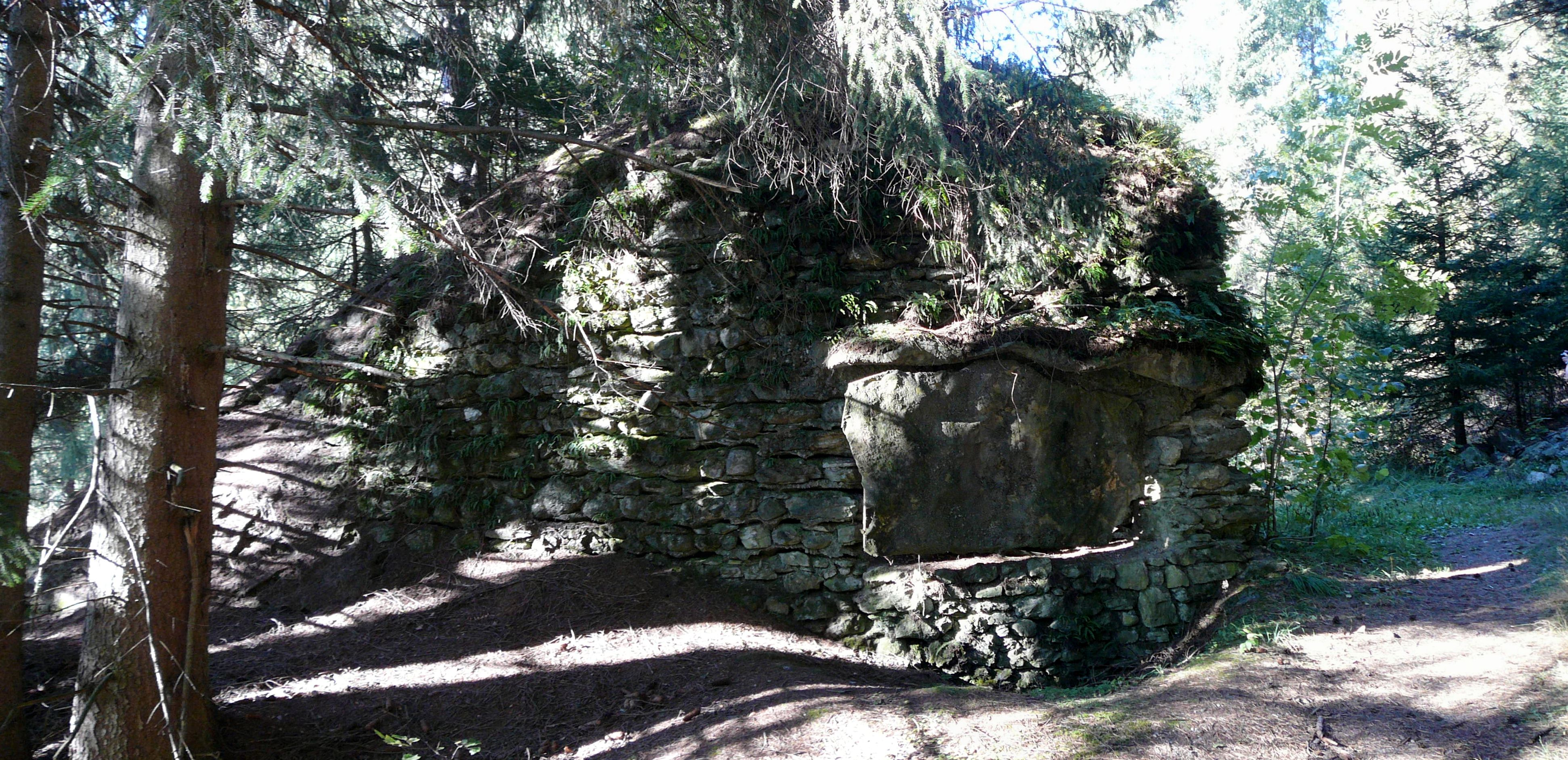
Caponiera a difesa dell'ingresso est

L'opera si trova in posizione arretrata rispetto all'opera 7. Per raggiungere l'opera, si può lasciare l'automobile presso il nuovo ponte sulla strada statale, accanto al quale si trova lo storico ponte di Rasun (ted. Rasner Brücke). Da qui si prosegue lungo un sentiero, più in quota rispetto alla pista ciclabile, fino a trovarsi dietro al campeggio.
- Caratteristiche

Opera grande in calcestruzzo, con una particolare mimetizzazione a strisce orizzontali composte da sassi, molto tipica in questo sbarramento. L'opera ha due ingressi, uno ad est e l'altro ad ovest, mentre le sue feritoie puntavano in direzione sud, sud-est.
- Nome in codice (in ambito NATO): Cassine
- Armamento previsto

inizialmente: 2 mitragliatrici, 3 cannoni 75/27 e 1 osservatorio in torretta
nel reimpiego: fu aggiunto un pezzo da 105, e la torretta fu riadattata per ospitare una torretta armata.
- Ingressi

L'opera ha 2 ingressi
- Dati relativi a febbraio 2011
- Coordinate geografiche: 46°46′37.49″N 12°02′08.93″E

### Opera 7
- Come raggiungere l'opera

L'opera si trova sopra la strada statale 49 della Pusteria, più o meno presso l'incrocio per Valdaora e quello per la valle d'Anterselva.
- Caratteristiche

Opera grande in calcestruzzo. Al suo interno ha ben 6 vasche per l'acqua, oltre che due camerate. L'aerazione era prevista attraverso un gruppo elettrogeno Volkswagen da 10 kW da 1200 cc, usato in caso di mancata alimentazione esterna dell'impianto elettrico, a cui facevano quindi seguito molti "funghetti" per il ricambio dell'aria. Anche questi erano coperti da una loro mimetizzazione.
Nella sua riattivazione alla torretta, accessibile mediante due scale alla marinara, doveva essere sostituita con quella di un carro armato M4 Sherman, dotato di un cannone tipo 76/55, con un settore di tiro a 360 gradi; questo per potenziale il potere anticarro dell'opera (tale torretta osservatorio non fu mai installata). I vecchi cannoni anticarro, sono stati invece sostituiti con cannoni 90/32 L.
Era collegata tramite centralino alle opere 6, 9 e comando.
- Nome in codice (in ambito NATO): Berra
- Armamento previsto

inizialmente: 4 mitragliatrici, 2 cannoni anticarro.
nel reimpiego: 3 mitragliatrici, 3 cannoni 90/32 L e 1 torretta enucleata con un cannone 76/55 di carro armato M4 Sherman M4, avente un settore di tiro a 360 gradi.
- Ingressi

L'opera ha 2 ingressi
- Dati relativi a febbraio 2011
- Coordinate geografiche: 46°46′23.23″N 12°02′14.61″E

### Opera 8
- Come raggiungere l'opera

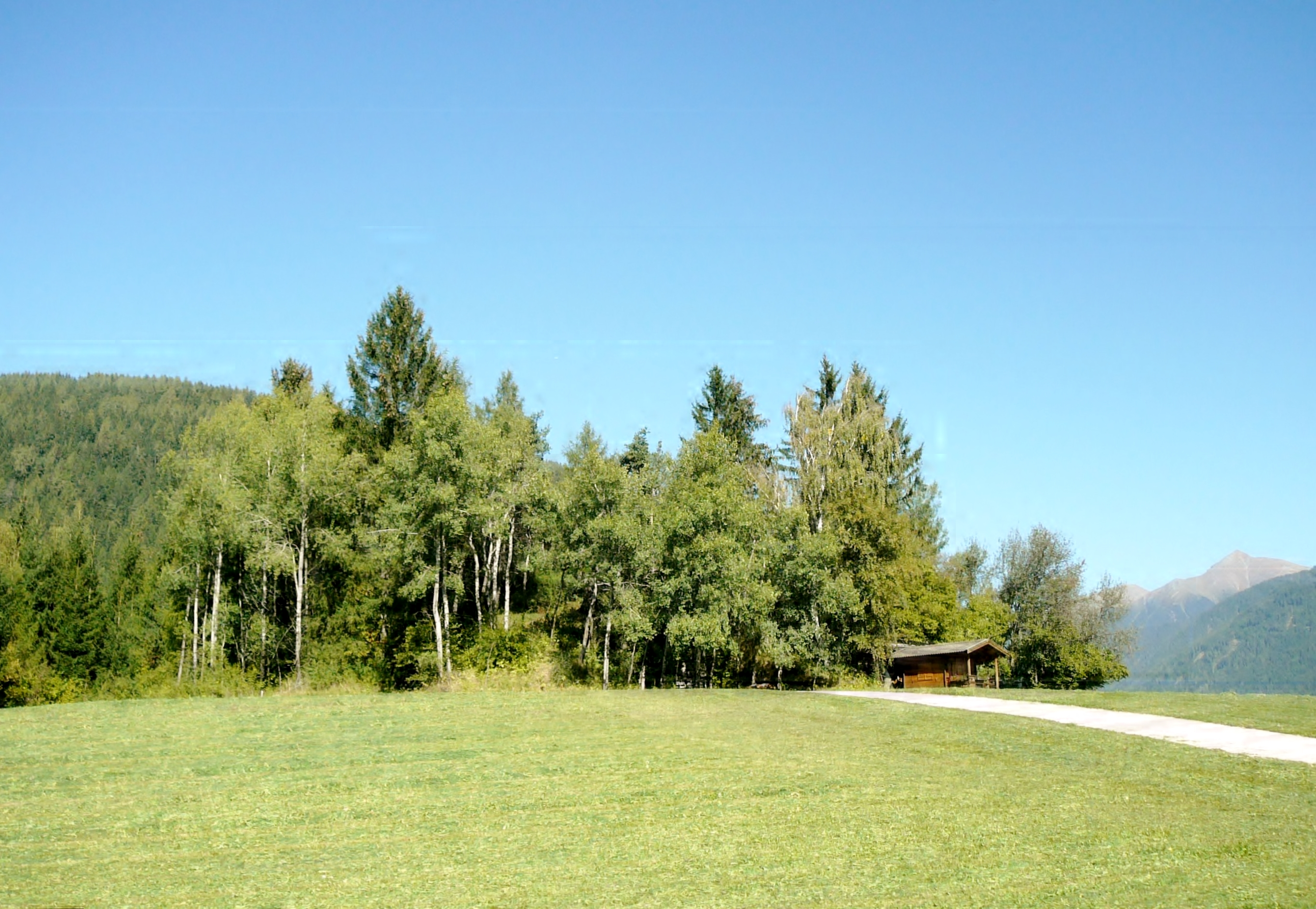
Il bosco che cela l'opera 8

L'opera si trova a nord della piscina comunale e del campo da calcio, opposta all'opera 9. Si trova facilmente se dalla strada statale della Pusteria si entra dall'accesso principale a Valdaora, e deviando per la strada che conduce al passo Furcia; subito dopo il passaggio a livello che attraversa la ferrovia della Pusteria, sulla collinetta a destra, si trova l'opera 8.
- Caratteristiche

Opera grande in calcestruzzo, sorge all'interno di un boschetto, il cosiddetto Mückenwald, che mimetizza particolarmente la sua presenza. Oltre al bosco, anche alcune strutture in legno, celano le feritoie dell'opera.
- Nome in codice (in ambito NATO): Nuoro
- Armamento previsto

5 mitragliatrici
- Ingressi

L'opera ha un ingresso
L'opera è di proprietà privata
- Dati relativi a febbraio 2011
- Coordinate geografiche: 46°46′13.11″N 12°01′34.29″E

### Opera 9
- Come raggiungere l'opera

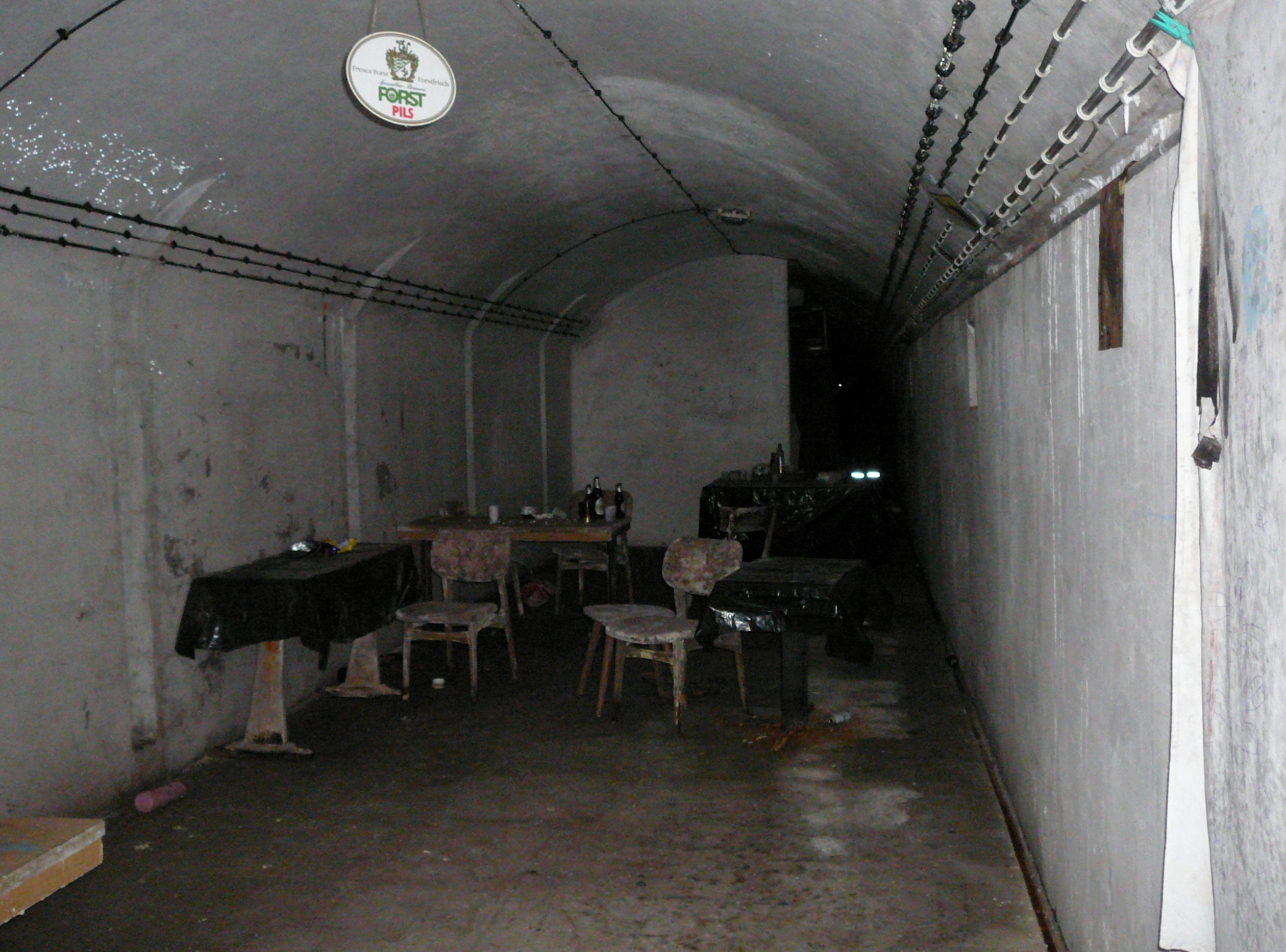
Una delle due camerate dell'opera 9

L'opera si trova di fronte alla 8, in un bosco dietro al campo da calcio e alla piscina comunale, lungo il sentiero che lo attraversa.
- Caratteristiche

Opera grande in calcestruzzo ed era un'opera capo gruppo. Notevole il suo sviluppo orizzontale: conteneva due camerate per l'alloggio dei soldati, ben sei vasche da 500 litri l'una come riserva d'acqua, un'ultima fu aggiunta in una posizione particolare, per permettere lo scolo dei WC, qui sicuramente attivi. Al di fuori dell'ingresso nord-ovest, si trovano dei particolari funghetti per permettere lo smaltimento del gas prodotto dal motore della ventilazione.
Al suo interno purtroppo l'opera è stata devastata da alcuni personaggi poco interessati al valore storico del manufatto. Essendo un'opera capo gruppo il suo centralino era collegato con le opere 6, 7, 8, 11, 15, 16, 17, 18 e con il comando sbarramento.
L'opera rientra in quelle selezionate dalla provincia di Bolzano per un suo futuro utilizzo.
- Nome in codice (in ambito NATO): Caglio
- Armamento previsto

inizialmente: 9 mitragliatrici, 1 cannone anticarro e un osservatorio in torretta a 4 feritoie;
nel reimpiego: 10 armi, di cui 5 cannoni da 90/32L e un osservatorio in torretta a 4 feritoie.
- Ingressi

L'opera ha 2 ingressi.
- Dati relativi a febbraio 2011
- Coordinate geografiche: 46°46′12.36″N 12°01′33.12″E

### Opera 10
- Come raggiungere l'opera

L'opera si trova lungo la strada statale 49 della Pusteria, lasciandosi l'opera 7 alle spalle, si prosegue in direzione di Monguelfo, ovvero verso l'Austria. Lungo la strada, sulla destra si scorgono particolari forme puntiformi nel bosco. Queste altro non sono che i camuffamenti dell'opera 10.
- Caratteristiche

Opera media in calcestruzzo. L'opera era posizionata in un posto particolare: nonostante fosse la più avanzata della linea difensiva dello sbarramento, questa presentava le feritoie in direzione opposta a quella dell'ipotetico arrivo dei nemici. Ciò porta alla deduzione che quest'opera aveva il compito di prendere alle spalle il nemico invasore.
L'opera era armata con tre mitragliatrici, di cui una ad un livello inferiore, presenta due ingressi e non fu riattivata.
La caratteristica principale di quest'opera, sono le strutture che si trovano al di sopra di questa. Parrebbe che tali pilastri, posti a diverse altezze, assieme ad un insieme di arcate, volevano far assomigliare l'opera ad una chiesa, magari in decadenza; altra ipotesi plausibile è che i lavori di mimetizzazione non siano stati portati a termine.
- Armamento previsto

3 mitragliatrici.
- Ingressi

L'opera ha 2 ingressi
L'opera è di proprietà privata
- Dati relativi a febbraio 2011
- Coordinate geografiche: 46°45′58.64″N 12°02′38.04″E

### Opera 11
- Come raggiungere l'opera

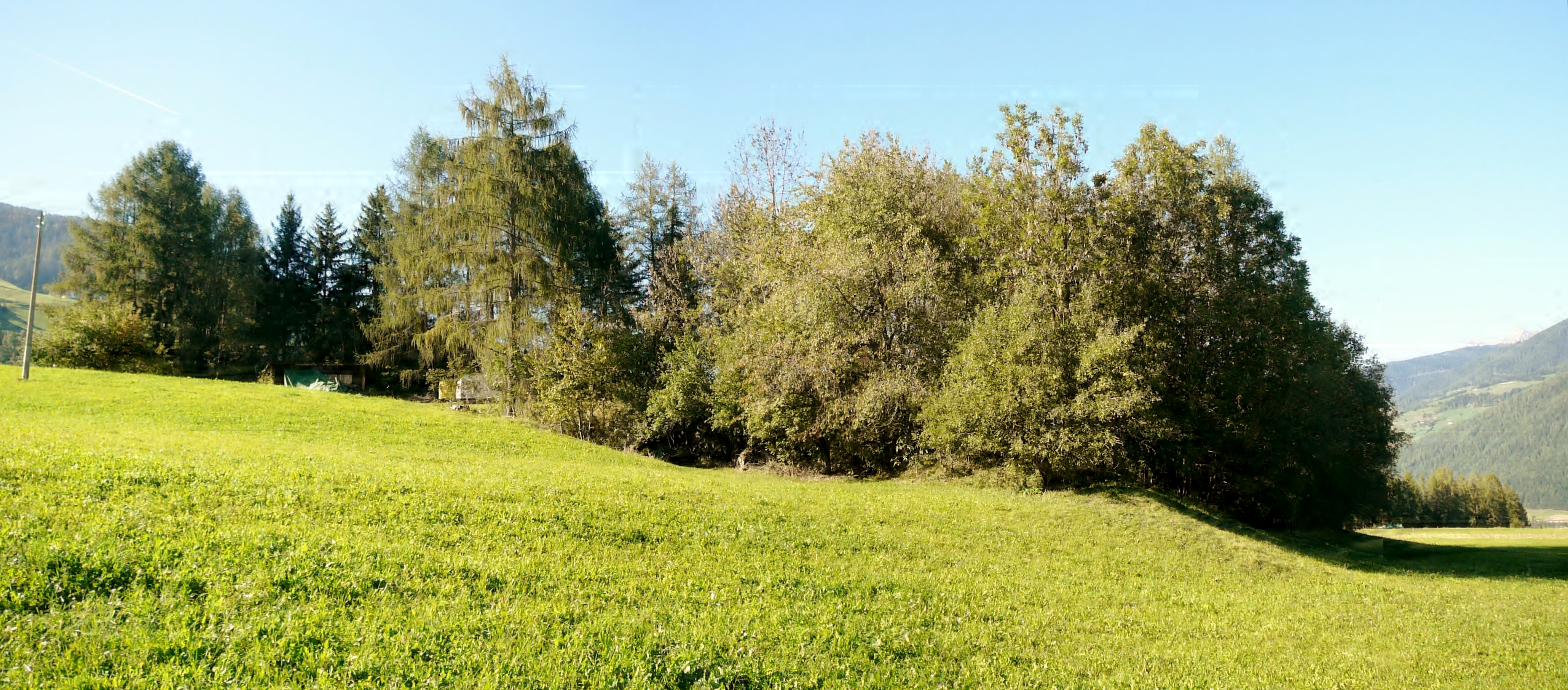
Il bosco che cela l'opera 11

L'opera si trova nella zona sud dei tre paesi che formano il comune di Valdaora, così come le opere seguenti (12, 13 e 14), in posizione più elevata ed in mezzo ai prati.
- Caratteristiche

Opera media in calcestruzzo, disposta su due piani, si cela nell'angolo sud-ovest della piana di Valdaora, celato dal suo boschetto di confine. Particolare è il suo ingresso, dove la sua caponiera si trova proprio sopra ad esso.
- Nome in codice (in ambito NATO): Ara
- Armamento previsto

inizialmente: 2 mitragliatrici, 2 cannoni 75/27 e 1 osservatorio in torretta
nel reimpiego: fu sostituito un cannone con un pezzo da 105
- Ingressi

L'opera ha due ingressi
L'opera è di proprietà privata
- Dati relativi a febbraio 2011
- Coordinate geografiche: 46°45′11.29″N 12°01′17.74″E

### Opera 12
- Come raggiungere l'opera

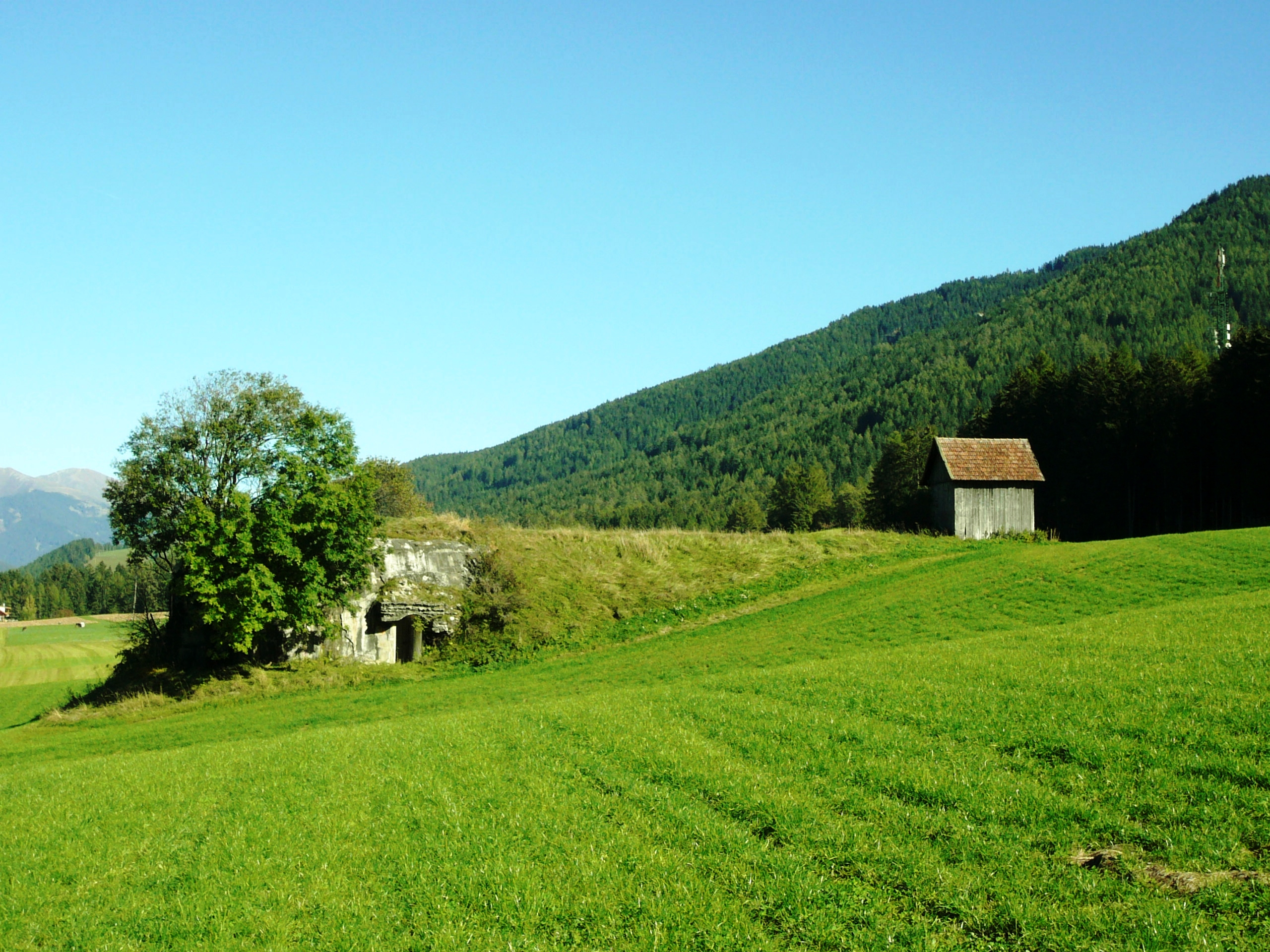
Vista verso est dell'opera 12

L'opera si trova poco più a est dell'opera 11, facilmente distinguibile in quanto scoperta in mezzo ai prati.
- Caratteristiche

Opera media in calcestruzzo, disposta su due piani e con un armamento previsto di 3 mitragliatrici. L'opera nel passato era mascherata da maso, ed infatti oggi appare come priva di qualsiasi lavoro sulla copertura, diversamente dalle altre opere.
Il suo interno è stato modernamente riadattato per ospitare anche feste. Da qui si spiegano i particolari affreschi che si trovano al piano superiore, assieme a poggia bicchieri presenti in ogni angolo dell'opera. Il piano inferiore risulta invece allagato. L'opera non è stata reimpiegata nel dopoguerra.
- Armamento previsto

3 mitragliatrici
- Ingressi

L'opera ha 2 ingressi, di cui uno interrato
- Dati relativi a febbraio 2011
- Coordinate geografiche: 46°45′09.69″N 12°01′54.46″E

### Opera 13
- Come raggiungere l'opera

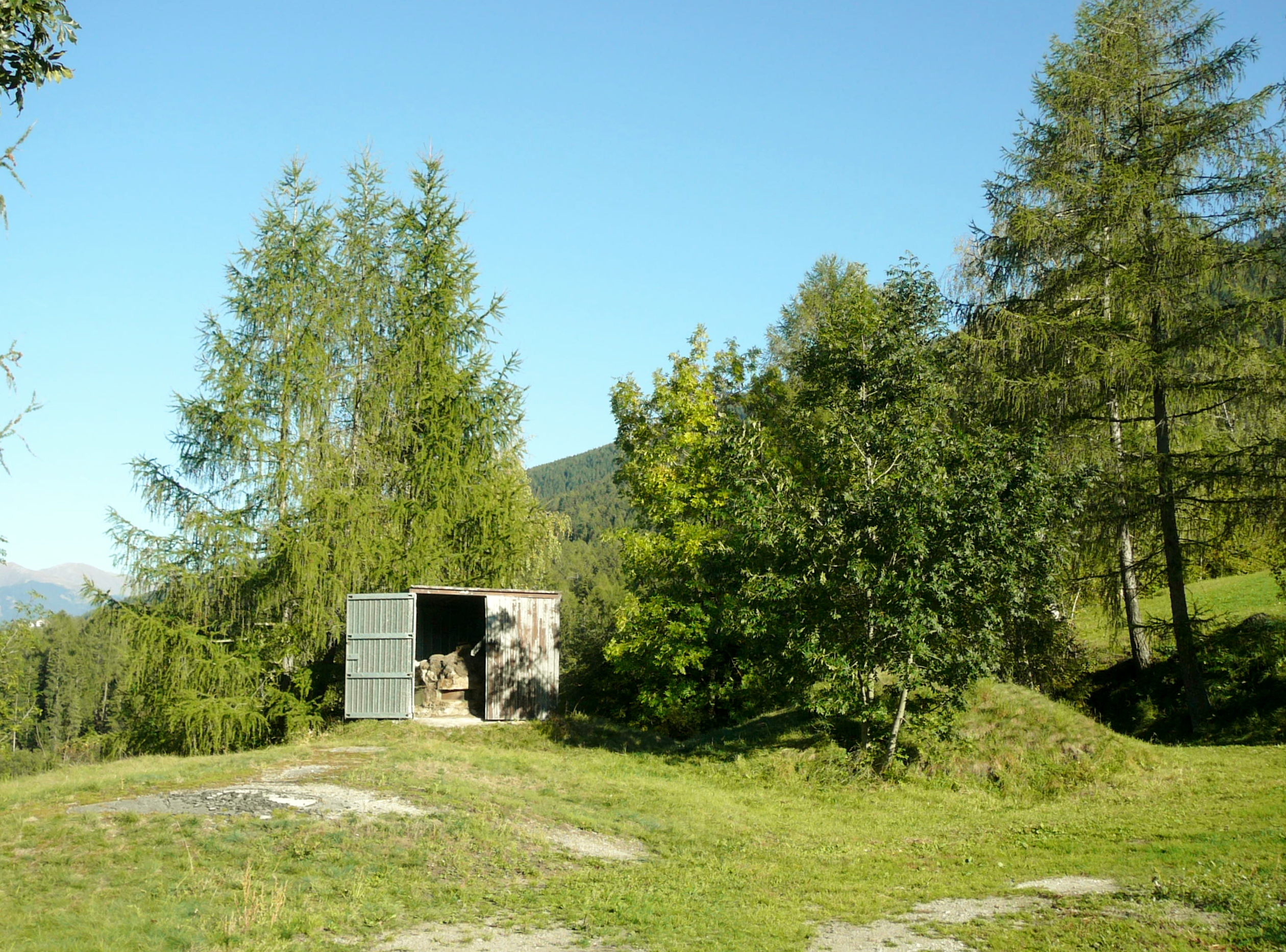
Vista della feritoia protetta dell'opera 13

L'opera si trova ancora più a est dell'opera 12, lungo la pista ciclabile.
- Caratteristiche

Opera di grandi dimensioni, edificata in calcestruzzo. Sulla sua sommità la sua torretta osservatorio è ben custodita da una apposita casetta metallica. La sua mimetizzazione è come quella tipica di questo sbarramento, ovvero presenta linee orizzontali formate da sassi; anche i mascheramenti in vetroresina delle feritoie, cercavano di imitare tali linee orizzontali. L'opera è stata riattivata nel dopoguerra, ma nessun nome in codice le è stato assegnato.
- Nome in codice (in ambito NATO): -
- Armamento previsto

4 mitragliatrici, 1 cannone anticarro, 2 cannoni 75/27 e 1 osservatorio in torretta
- Ingressi

L'opera ha gli ingressi celati
- Dati relativi a febbraio 2011
- Coordinate geografiche: 46°45′05.98″N 12°02′20.66″E

### Opera 14
- Come raggiungere l'opera

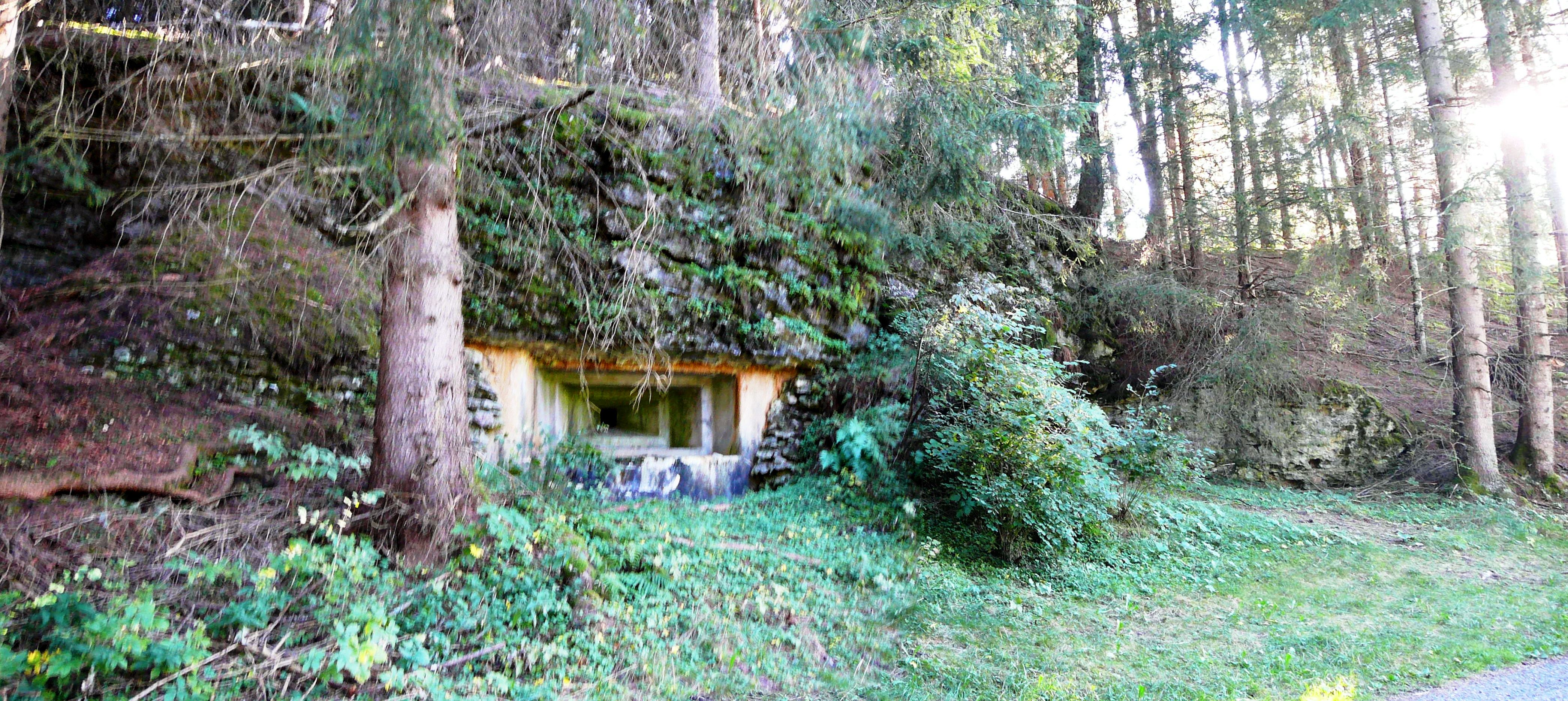
Una delle feritoie dell'opera 14

L'opera è la più ad oriente dell'intero sbarramento, in particolare si trova a sud-ovest della piana di Valdaora, oltre il rio Brunst (Brunstbach).
- Caratteristiche

Opera media in calcestruzzo, con un armamento previsto di 3 mitragliatrici, è oggigiorno utilizzata per altro scopo, ovvero per il controllo delle acque. L'opera non fu riattivata nel dopoguerra.
- Armamento previsto

3 mitragliatrici
- Ingressi

L'opera ha 2 ingressi
- Dati relativi a febbraio 2011
- Coordinate geografiche: 46°45′07.13″N 12°02′41.28″E

### Opera 15
- Come raggiungere l'opera

L'opera si trova sulle pendici della montagna, dove si trovano le piste da sci.
- Caratteristiche

Opera media in calcestruzzo è dotata di una caratteristica caponiera da difesa che spicca per la sua altezza.
- Nome in codice (in ambito NATO): Ora
- Armamento previsto

3 mitragliatrici
- Ingressi

L'opera ha 2 ingressi
- Dati relativi a febbraio 2011
- Coordinate geografiche: 46°45′32.21″N 12°00′39.34″E

### Opera 16
- Come raggiungere l'opera

L'opera si trova sulle pendici della montagna, non lontana dalla chiesa del paese di Valdaora di Sotto (Niederolang).
- Caratteristiche

Opera media in calcestruzzo.
- Armamento previsto

4 mitragliatrici
- Ingressi

L'opera ha 1 ingresso
- Dati relativi a febbraio 2011
- Coordinate geografiche: 46°45′49.34″N 12°00′48.17″E

### Opera 17
- Come raggiungere l'opera

L'opera si trova di fronte all'opera 18, al margine del bosco, ben visibili i suoi mascheramenti sia dalla strada statale che dalla linea ferroviaria.
- Caratteristiche

Opera media in calcestruzzo, dove in stato di riattivazione è stato aggiunto un locale per il gruppo elettrogeno. I funghetti dell'aerazione sono stati recentemente protetti da tubi di calcestruzzo per poter far passare sopra di essi con un mezzo agricolo, dato che li si trova una strada forestale.
- Nome in codice (in ambito NATO): Orce
- Armamento previsto

4 mitragliatrici
- Ingressi

L'opera ha 2 ingressi, di cui uno sbarrato da un grande masso
L'opera è di proprietà privata
- Dati relativi a settembre 2012
- Coordinate geografiche: 46°46′18.38″N 12°00′46.3″E

### Opera 18
- Come raggiungere l'opera

L'opera si trova seminascosta all'inizio del bosco sopra la strada statale, in località Novecase (Neunhäusern).
- Caratteristiche

Opera media in calcestruzzo è la più arretrata dello sbarramento. Si sviluppa su due piani, dove al piano inferiore si trovano due camerate. Era collegata tramite centralino alle opere 6, 8, 9, 17 e comando.
- Nome in codice (in ambito NATO): Cagno
- Armamento previsto

3 mitragliatrici
- Ingressi

L'opera ha 2 ingressi
- Dati relativi a febbraio 2011
- Coordinate geografiche: 46°46′38.21″N 12°01′11.46″E